# Yours Truly (Ariana Grande)
Yours Truly è il primo album in studio della cantante statunitense Ariana Grande, pubblicato il 30 agosto 2013 dalla Republic Records.
La cantante ha iniziato a lavorare all'album mentre stava girando la serie televisiva Victorious. Durante la registrazione Ariana divenne infelice ed ebbe discussioni con la direzione musicale dell'album, in quanto ci fu un cambio di genere, dato che Grande voleva fare un disco urban pop che ricordasse gli anni novanta, musica con la quale lei era cresciuta. Grande ha arruolato una varietà di produttori tra cui Harmony Samuels, Babyface, Antonio Dixon, Khris Riddick-Tynes, Leon Thomas III, Matt Squire e Scooter Braun tra gli altri. Molti contributi alla stesura dei testi provengono da artisti come Jordin Sparks e Sevyn Streeter.
Yours Truly ha debuttato alla prima posizione della Billboard 200. Grande è la 15ª artista femminile ad avere il proprio album di debutto in testa alla classifica degli album statunitensi, ed è anche la prima artista femminile ad avere il proprio album di debutto in testa alla classifica dal 2010 quando il primo album di Kesha, Animal, debuttò alla numero uno. Yours Truly è stato preceduto da tre singoli: The Way con Mac Miller, che è arrivato al nono posto nella classifica dei singoli statunitensi ed è stato certificato due volte disco di platino negli Stati Uniti e disco d'oro in Australia, Baby I, che è arrivato alla numero 21 della classifica statunitense, e Right There, con Big Sean, che è arrivato alla numero 84 della Billboard Hot 100.
Al giorno d'oggi, l'album vanta oltre 1,2 miliardi di riproduzioni su Spotify e oltre 2 miliardi su YouTube. Ha inoltre venduto più di 22 milioni di unità in tutto il mondo, diventando il quinto album della cantante a raggiungere questo traguardo. Grazie a questo progetto Ariana Grande ha vinto nel 2013 il premio "Best New Artist" agli American Music Award.

## Descrizione
Yours Truly è il risultato di tre anni di lavoro. Il progetto ha subito modifiche concettuali e al suono significativi per tutto quel tempo. Ariana ha iniziato a lavorare all'album mentre stava girando Victorious e formalmente ha iniziato a lavorare su di esso con una casa discografica diversa dalla Republic Records, con il quale ha firmato un contratto il 10 agosto 2011. Al 10 settembre di quell'anno, la Grande aveva già pronte venti canzoni e stava affrontando il processo di riduzione fino a tredici tracce. Il primo singolo, Put Your Hearts Up, è stato pubblicato il 12 dicembre 2011.
Durante un'intervista nel giugno 2012, Ariana Grande ha descritto tutto l'album come d'ispirazione doo-wop, e ha rivelato che due nuovi singoli stavano per essere pubblicati prima che l'album uscisse, uno dei quali è stato chiamato Do You Love Me? che vedeva la collaborazione di SkyBlu degli LMFAO.
Altre canzoni che Grande aveva inciso come parte dell'album furono messe su internet, come: You're My Only Shawty, ceduta a Demi Lovato per Unbroken, Honeymoon Avenue, Pink Champagne, Boyfriend Material, Tattooed Heart, Daydreamin, e Voodoo Love. Ad un certo punto, la Grande discusse con la sua etichetta ed espresse insoddisfazione per la direzione che l'album stava prendendo. In diverse interviste nel corso del 2013, ammise di essere completamente insoddisfatta di Put Your Hearts Up e del suo video musicale, che avevano riscosso pochissimo successo. Dichiarò inoltre che avrebbe avuto più interesse alla prosecuzione di una musica di un genere che mirava generalmente ad un pubblico giovane. Espresse il desiderio di fare il tipo di musica con cui fosse cresciuta, che era pop urban riconducibile agli anni novanta. L'album è stato dunque rielaborato come pop urban della fine del 1990 e dei primi anni 2000, in contrasto con il suo suono doo-wop degli 1950 e 1960. La maggior parte delle canzoni precedentemente finite per l'album della cantante furono infine demolite, ad eccezione di tre che sono state rielaborate per l'album finale: Daydreamin, Tattooed Heart e Honeymoon Avenue.
L'album era stato originariamente chiamato Daydreamin ma la cantante decise di rinominarlo Yours Truly poiché l'album doveva essere come una lettera d'amore che lei ha voluto firmare.

## Promozione

### Singoli
The Way, con il rapper statunitense Mac Miller è stato pubblicato come primo singolo dell'album il 26 marzo 2013. È stato sia un successo commerciale che di critica, piazzandosi alla nona posizione della Billboard Hot 100. Dopo aver venduto oltre 219 000 copie nel sua settimana di debutto, The Way, detiene il terzo posto dei singoli più venduti nella prima settimana di vendita del 2013 alle spalle di Justin Timberlake con Suit & Tie e One Direction Best Song Ever. La canzone ha ricevuto una certificazione di triplo disco di platino negli Stati Uniti d'America e oro in Australia e in Venezuela. Il secondo singolo estratto è stato Baby I, pubblicato il 22 luglio 2013; si è piazzato al numero 21 della Billboard Hot 100 ed è stato certificato disco d'oro in Giappone avendo superato le 100 000 copie vendute.
Right There con il rapper Big Sean è stato pubblicato come terzo singolo dell'album il 6 agosto 2013. Right There da allora ha raggiunto il picco della Billboard Hot 100 al numero 84 ed ha ottenuto la certificazione disco d'oro negli Stati Uniti d'America in seguito alle 500 000 copie vendute.

### Altri brani
Un video per Almost Is Never Enough, un duetto con Nathan Sykes dei The Wanted è stato caricato il 19 agosto 2013 sul canale Vevo di Grande, per promuovere il film The Mortal Instruments: City of Bones. Il brano è anche nella relativa colonna sonora.
La versione dell'album del brano è di un minuto più lunga ed è stata leggermente modificata. Ha debuttato nella Billboard Hot 100 al numero 84.

### Ristampa
Il 25 agosto 2023 è stata pubblicata digitalmente (e il 28 dello stesso mese su vinile) una riedizione atta a celebrare i dieci anni dalla sua uscita. La ristampa include sei versioni dal vivo di alcuni brani.

## Accoglienza
Yours Truly è stato accolto con plauso generale della critica musicale. Per Metacritic, che assegna un punteggio normalizzato di 100 per recensioni da parte della critica tradizionale, l'album ha ricevuto un punteggio di 81, che indica il plauso universale, sulla base di 9 recensioni. Nick Cattuci di Entertainment Weekly ha dato all'album un A, descrivendolo come «uno degli album più puramente divertenti dell'anno» e lodando la voce in stile Broadway della Grande. Lucas Villa del Examiner ha assegnato una valutazione di quattro stelle su cinque, mentre l'Huffington Post ha assegnato all'album una recensione positiva, definendolo uno dei migliori album di debutto dell'anno ed affermando che la Grande «è in forma quasi perfetta per il suo debutto, grazie soprattutto ai suoi vocalizzi in stile Mariah Carey e ai brani scritti da Kenneth (Babyface) Edmonds». Shamiyah Kelley del The Daily Reville ha dato all'album un grado A, affermando che: «in questi giorni, è difficile trovare una cantante che in realtà ha una grande voce, ma quando la Grande canta, mi riporta ai giorni di gloria di The Emancipation of Mimi di Mariah Carey».
Nonostante il successo di critica, ha ricevuto reazioni contrastanti. Gregory Hicks del The Michigan, quotidiano ha dato all'album una recensione mista, dicendo che: «la maggior parte delle tracce sono di composizione di qualità, lirica e melodica, ma l'uso del battito diventa eccessivo, a volte.» L'Honesty Hour definisce Tattooed Heart, Piano e Honeymoon Avenue come i brani migliori dell'album, credendo tuttavia che la Grande abbia bisogno di allenarsi di più sulla sua voce. Il sito ha dato all'album un 3,5 stelle su 5, affermando che «nel suo complesso, il debutto di Ariana è molto solido. È scritto con comprensibilità, e dal punto di vista sonoro è piacevole.»

## Tracce
1. Honeymoon Avenue – 5:39 (Thomas Lee Brown, Antonio Dixon, Kenneth Edmonds, Ariana Grande, Roahn Hylton, Leon Thomas III, Dennis "Aganee" Jenkins, Victoria McCants, Khristopher Riddick-Tynes, Travis Sayles, Maurice Wade)
2. Baby I – 3:17 (Antonio Dixon, Kenneth Edmonds, Patrick "J Que" Smith)
3. Right There (feat. Big Sean) – 4:07 (Sean Anderson, J. "Lonny" Bereal, H. "Carmen Reece" Culver, Ariana Grande, Al Sherrod Lambert, Jeff Lorber, Harmony Samuels, James "J-Doe" Smith)
4. Tattooed Heart – 3:14 (Antonio Dixon, Kenneth Edmonds, Sean Foreman, Ariana Grande, Leon Thomas III, Khristopher Riddick-Tynes, Matt Squire)
5. Lovin' It – 3:00 (Antonio Dixon, Kenneth Edmonds, Leon Thomas III, Mark Morales, Rickey "Slikk" Offord, Khristopher Riddick-Tynes, Kirk Robinson, Nathaniel V. Robinson, Mark Rooney)
6. Piano – 3:54 (Olaniyi Michael Akinkunmi, Jahmaal Noel Fyfee, Ariana Grande, Parker Ighile, Anisa Moghaddam, Harmony Samuels, Moses Ayo Samuels)
7. Daydreamin – 3:31 (Thomas Lee Brown, Victoria McCants, Matt Squire)
8. The Way (feat. Mac Miller) – 3:47 (Al Sherrod Lambert, Malcolm McCormick, Brenda Russell, Harmony Samuels, Jordin Sparks, Amber Streeter)
9. You'll Never Know – 3:34 (Antonio Dixon, Kenneth Edmonds, Leon Thomas III, Kristopher Riddick-Tynes)
10. Almost Is Never Enough (con Nathan Sykes) – 5:28 (Olaniyi Michael Akinkunmi, H. "Carmen Reece" Culver, Ariana Grande, Al Sherrod Lambert, Harmony Samuels, Moses Ayo Samuels)
11. Popular Song (con Mika) – 3:20 (Mathieu Jomphe, Mika, Priscilla Renea, Stephen Schwartz)
12. Better Left Unsaid – 3:32 (Olaniyi Michael Akinkunmi, Ariana Grande, Courtney Harrell, Al Sherrod Lambert, Harmony Samuels, Moses Ayo Samuels)

Tracce bonus nell'edizione britannica e di iTunes
1. The Way (feat. Mac Miller) (Spanglish Version) – 3:46 (Al Sherrod Lambert, Malcolm McCormick, Brenda Russell, Harmony Samuels, Jordin Sparks, Amber Streeter)

Tracce bonus nell'edizione giapponese
1. The Way (JdB Radio) – 4:24 (Al Sherrod Lambert, Malcolm McCormick, Brenda Russell, Harmony Samuels, Jordin Sparks, Amber Streeter)
2. Baby I (Cosmic Dawn Radio Edit) – 3:59 (Antonio Dixon, Kenneth Edmonds, Patrick "J Que" Smith)
3. Right There (feat. Big Sean) (7th Heaven Radio Edit) – 4:03 (Sean Anderson, J. "Lonny" Bereal, H. "Carmen Reece" Culver, Ariana Grande, Al Sherrod Lambert, Jeff Lorber, Harmony Samuels, James "J-Doe" Smith)

Tracce bonus nella Tenth Anniversary Edition
1. The Way (feat. Mac Miller) (Spanglish Version) – 3:46 (Al Sherrod Lambert, Malcolm McCormick, Brenda Russell, Harmony Samuels, Jordin Sparks, Amber Streeter)
2. Honeymoon Avenue (Live from London) – 4:56
3. Daydreamin' (Live from London) – 3:30
4. Baby I (Live from London) – 3:17
5. Tattooed Heart (Live from London) – 3:14
6. Right There (Live from London) – 3:17
7. The Way (Live from London) – 3:34

## Formazione
- Ariana Grande - autore, produttrice esecutiva
- Jason Nevins - produttore, programmatore batteria, programmatore tastiera, remix
- Nick Littlemore - Programmi aggiuntivi
- Mo-Keyz - Programmi aggiuntivi
- Justin Hergett - ingegnere musicale, assistente del mixaggio
- James Krausse - Assistente tecnico, mixaggio audio
- Maximilian Jaeger - Assistente tecnico
- Trehy Harris - Assistente
- Ryan Kaul - Assistente
- Giovanna Clayton - violoncello
- Vanessa Freebarin-Smith - violoncello
- John Catchings - violoncello
- Anthony LaMarchina - violoncello
- Khristopher Riddick-Tynes - autore, programmatore batteria, ingegnere musicale
- Harmony Samuels - autore, Instrumentale, produttore
- Mika - autore, produttore, voce
- Antonio Dixon - autore, arrangiamento corno, produttore
- Matt Squire - autore, strumentazione, produttore
- Kenneth "Babyface" Edmonds - autore, produttore
- Rickey "Slikk" Offord - autore, produttore
- Travis Sayles - autore, produttore
- Courtney Harrell - autore
- Leon Thomas III - autore
- Olaniyi Michael Akinkunmi - autore
- Sean Anderson - autore
- J. "Lonny" Bereal - autore
- Thomas Lee Brown - autore
- H. "Carmen Reece" Culver - autore
- Sean Foreman - autore
- Jahmaal Noel Fyfee - autore
- Roahn Hylton - autore
- Parker Ighile - autore
- Dennis "Aganee" Jenkins - songwriter
- Phillip Lassiter - String Arrangements
- Joel Mott - arrangiamenti
- Pamela Sixfin - String Contractor, violino
- James Wadell - String Engineer
- Ben Devitt - trombone
- Andrew Carney - tromba
- Fabio Spinella - tromba
- Monisa Angell - viola
- Kristin Wilkinson - viola
- David Angell - violino
- David Davidson - violino
- Clayton Haslop - violino
- Sharon Jackson - violino
- Songa Lee - violino
- Mark Robertson - violino
- Julie Rogers - violino
- Mary Kathryn Van Osdale - violino
- Carmen Reece - arrangiamento vocale, produttore vocale
- Jordin Sparks - autore
- Mathieu Jomphe - autore
- Al Sherrod Lambert - autore
- Jeff Lorber - autore
- Victoria McCants - autore
- Malcolm McCormick - autore
- Anisa Moghaddam - autore
- Rob Kinelski - mixaggio vocale
- Mark Asari - produttore vocale
- Jo Blaq - produttore vocale
- Talay Riley - produttore vocale
- Mark Morales - autore
- Priscilla Renea - autore
- Kristopher Riddick-Tynes - autore
- Kirk Robinson - Compositore
- Nathaniel V. Robinson - autore
- Mark Rooney - autore
- Brenda Russell - autore
- Moses Ayo Samuels - autore
- Stephen Schwartz - autore
- James "J-Doe" Smith - autore
- Patrick "J Que" Smith - autore
- Amber Streeter - autore
- Maurice Wade - autore
- Peter Kent - Concert Master
- Bill Meyers - Imprenditore, arrangiamento corde
- Ivy Skoff - Imprenditore
- Peter Stengaard - ingegnere, produttore vocale
- Paul Boutin - ingegnere
- Jose Cardoza - ingegnere
- Larry Goetz - ingegnere
- Roy Hendrickson - ingegnere
- Carlos King - ingegnere
- Ian MacGregor - ingegnere
- Serg Dimitrijevic - chitarra
- Joe Friedman - chitarra
- Randy Ellis - arrangiamento corno, sax
- Tommy Brown - Strumentale, produttore
- Ced Solo - programmazione tastiere
- Donna Gryn - Marketing
- Brad Haugen - Marketing
- Tom Coyne - masterizzazione
- Aya Merrill - masterizzazione
- Jon Castelli - ingegnere mixaggio
- Jaycen Joshua - Mixaggio
- Sribz Riley - ingegnere vocale
- Tony Maserati - Mixaggio
- Greg Wells - produttore, programmatore
- Nathaniel Motte - produttore
- The Rascals - produttore
- Henry Hey - Programmatore

## Successo commerciale
Yours Truly è arrivato in più di 30 paesi alla numero uno in iTunes Store, compresi gli Stati Uniti d'America, dove ha raggiunto il top in 19 minuti. L'album ha debuttato alla prima posizione della Billboard 200 con 138 000 copie vendute. Ciò ha reso la Grande la prima artista femminile ad avere il suo album di debutto andare direttamente al primo posto della Billboard 200 dal 2010, quando Animal di Kesha arrivò alla numero uno. Yours Truly ha anche debuttato nelle prime dieci posizioni di diversi altri paesi, tra cui Australia, dove ha debuttato al sesto posto, Regno Unito, dove ha debuttato al settimo posto, Irlanda, dove ha debuttato al sesto, e Paesi Bassi, dove ha debuttato al quinto posto.

## Classifiche

### Classifiche settimanali
| Classifica (2013-21) | Posizione massima |
| -------------------- | ----------------- |
| Australia            | 6                 |
| Austria              | 53                |
| Belgio (Fiandre)     | 62                |
| Belgio (Vallonia)    | 82                |
| Canada               | 2                 |
| Cina                 | 27                |
| Corea del Sud        | 27                |
| Danimarca            | 10                |
| Francia              | 183               |
| Grecia               | 31                |
| Irlanda              | 6                 |
| Giappone             | 2                 |
| Messico              | 39                |
| Norvegia             | 33                |
| Nuova Zelanda        | 11                |
| Paesi Bassi          | 5                 |
| Polonia              | 29                |
| Regno Unito          | 7                 |
| Scozia               | 18                |
| Spagna               | 45                |
| Stati Uniti          | 1                 |
| Svizzera             | 57                |

### Classifiche di fine anno
| Classifica (2013) | Posizione |
| ----------------- | --------- |
| Stati Uniti       | 106       |
| Classifica (2014) | Posizione |
| Giappone          | 42        |
| Stati Uniti       | 68        |
| Classifica (2021) | Posizione |
| Polonia           | 89        |

## Date di pubblicazione
| Paese                 | Data di pubblicazione | Etichetta        | Formato               |
| --------------------- | --------------------- | ---------------- | --------------------- |
| Australia             | 30 agosto 2013        | Universal Music  | CD, download digitale |
| Austria               | 30 agosto 2013        | Universal Music  | CD, download digitale |
| Belgio                | 30 agosto 2013        | Universal Music  | CD, download digitale |
| Finlandia             | 30 agosto 2013        | Universal Music  | CD, download digitale |
| Germania              | 30 agosto 2013        | Universal Music  | CD, download digitale |
| Norvegia              | 30 agosto 2013        | Universal Music  | CD, download digitale |
| Nuova Zelanda         | 30 agosto 2013        | Universal Music  | CD, download digitale |
| Paesi Bassi           | 30 agosto 2013        | Universal Music  | CD, download digitale |
| Svizzera              | 30 agosto 2013        | Universal Music  | CD, download digitale |
| Danimarca             | 21 gennaio 2014       | Universal Music  | CD, download digitale |
| Francia               | 21 gennaio 2014       | Universal Music  | CD, download digitale |
| Italia                | 21 gennaio 2014       | Universal Music  | CD, download digitale |
| Regno Unito           | 21 gennaio 2014       | Universal Music  | CD, download digitale |
| Russia                | 21 gennaio 2014       | Universal Music  | CD, download digitale |
| Spagna                | 21 gennaio 2014       | Universal Music  | CD, download digitale |
| Svezia                | 21 gennaio 2014       | Universal Music  | CD, download digitale |
| Ungheria              | 21 gennaio 2014       | Universal Music  | CD, download digitale |
| Canada                | 3 settembre 2013      | Universal Music  | CD, download digitale |
| Stati Uniti d'America | 3 settembre 2013      | Republic Records | CD, download digitale |
| Sud Corea             | 26 settembre 2013     | Universal Music  | CD, download digitale |